# 曲村镇
曲村镇，是中华人民共和国山西省临汾市曲沃县下辖的一个乡镇级行政单位。

## 行政区划
曲村镇下辖以下地区：
曲村、吉祥村、修义村、沣汶村、新建村、北辛村、向阳村、杨庄村、义城村、闻喜庄村、下坞村、北容村、南容村、东容村、白中村、下陈村、上陈村、小巨村、方城村、北赵村和三张村。